# Graffham
Graffham är en ort och civil parish i Storbritannien.   Den ligger i grevskapet West Sussex och riksdelen England, i den södra delen av landet, 70 km sydväst om huvudstaden London. Graffham ligger 49 meter över havet och antalet invånare är 510.
Terrängen runt Graffham är platt norrut, men söderut är den kuperad. Runt Graffham är det tätbefolkat, med 591 invånare per kvadratkilometer. Närmaste större samhälle är Bognor Regis, 18,6 km söder om Graffham. Trakten runt Graffham består till största delen av jordbruksmark.